# Графство Триполи
Графство Триполи е кръстоносна държава, обхващаща териториите на днешен Ливан между 1105 – 1290, където се установява династията на графовете Сен Жил.
Графовете Сен Жил са графовете на Тулуза, най-големите сеньори в Южна Франция.

## История
Основател на графството е граф Раймон дьо Сен Жил (Раймон Тулузки), участник в Първия кръстоносен поход. Графът желае да получи собствено владение в Светите земи. При обсадата на Триполи през 1105 г., графът умира, без да дочака реализирането на мечтата си. Неговите наследници от дом Тулуза успяват да превземат Триполи, създават своя кръстоносна държава и държат властта в течение на целия XII век.
През 1289 г. Триполи е превзет от египетския султан Килаун ал-Алфи.

## Владетели

### От династията Сен Жил
- Раймон дьо Сен Жил (1099 – 1105)[2]
- Вилхелм Сердански (1105 – 1109)
- Бертран дьо Сен Жил (1109 – 1112)
- Понс (1112 – 1137)
- Реймон II (1137 – 1150)
- Реймон III (1150 – 1187)

### От Норманската династия
- Реймон IV Антохийски (1187)
- Боемунд IV Антохийски (1187 – 1233)
- Боемунд V Антохийски (1233 – 1252)
- Боемунд VI Антохийски (1252 – 1275)
- Боемунд VII (1275 1287)
- Луций (1287 1289)